# Generaliserat medelvärde
Ett generaliserat medelvärde är en generalisering av de vanliga aritmetiska, geometriska och harmoniska medelvärdena.

## Definition
Ett generaliserat medelvärde av de positiva talen {\displaystyle x_{1},x_{2},\dots x_{n}} är av formen
{\displaystyle M_{p}(x_{1},x_{2},\dots ,x_{n})=\left({\frac {\sum _{k=1}^{n}x^{p}}{n}}\right)^{1/p}=\left({\frac {x_{1}^{p}+x_{2}^{p}+\dots +x_{n}^{p}}{n}}\right)^{1/p}}
Eftersom 
{\displaystyle \lim _{p\to 0}M_{p}(x_{1},\dots ,x_{n})={\sqrt[{n}]{x_{1}\cdot \dots \cdot x_{n}}}}
brukar man definiera 
{\displaystyle M_{0}(x_{1},\dots ,x_{n})={\sqrt[{n}]{x_{1}\cdot \dots \cdot x_{n}}}}

## Egenskaper
Ett generaliserat medelvärde är strikt, homogent, och symmetriskt. 
{\displaystyle M_{p}({\bar {x}})=\left({\frac {1}{n}}\right)^{\frac {1}{p}}\|{\bar {x}}\|_{p}}.

## Specialfall
Några specialfall:
- {\displaystyle \lim _{p\to -\infty }M_{p}(x_{1},\dots ,x_{n})=\min\{x_{1},\dots ,x_{n}\}} - Minimum
- {\displaystyle M_{-1}(x_{1},\dots ,x_{n})={\frac {n}{{\frac {1}{x_{1}}}+\dots +{\frac {1}{x_{n}}}}}} - Harmoniskt medelvärde
- {\displaystyle M_{0}(x_{1},\dots ,x_{n})={\sqrt[{n}]{x_{1}\cdot \dots \cdot x_{n}}}} - Geometriskt medelvärde
- {\displaystyle M_{1}(x_{1},\dots ,x_{n})={\frac {x_{1}+\dots +x_{n}}{n}}} - Aritmetiskt medelvärde
- {\displaystyle M_{2}(x_{1},\dots ,x_{n})={\sqrt {\frac {x_{1}^{2}+\dots +x_{n}^{2}}{n}}}} - Kvadratiskt medelvärde
- {\displaystyle \lim _{p\to \infty }M_{p}(x_{1},\dots ,x_{n})=\max\{x_{1},\dots ,x_{n}\}} - Maximum

## Ordning
Om {\displaystyle p<q} gäller 
{\displaystyle M_{p}(x_{1},\dots ,x_{n})\leq M_{q}(x_{1},\dots ,x_{n})}. 

En följd av detta är:
{\displaystyle {\sqrt {\frac {x_{1}^{2}+\dots +x_{n}^{2}}{n}}}\geq {\frac {x_{1}+\dots +x_{n}}{n}}\geq {\sqrt[{n}]{x_{1}\cdot \dots \cdot x_{n}}}\geq {\frac {n}{{\frac {1}{x_{1}}}+\dots +{\frac {1}{x_{n}}}}}}